# 신순남 (축구인)
신순남(1981년 5월 30일 ~ )은 대한민국의 은퇴한 여자 축구 선수이다. 대한민국 여자 축구 국가대표팀의 일원으로 2003 FIFA 여자 월드컵에 참가했으며, INI스틸에 소속되어 있었다.